# Edith Corbet
Edith Corbet née Edenborough (28 décembre 1846 - 1920) est une peintre paysagiste victorienne, étroitement associée au groupe Macchiaioli (également connu sous le nom de Toscans ou Étrusques), qui, en rupture avec la tradition, peint à l'extérieur afin de capter les effets de lumière naturelle et privilégient un format panoramique pour leurs toiles.

## Biographie

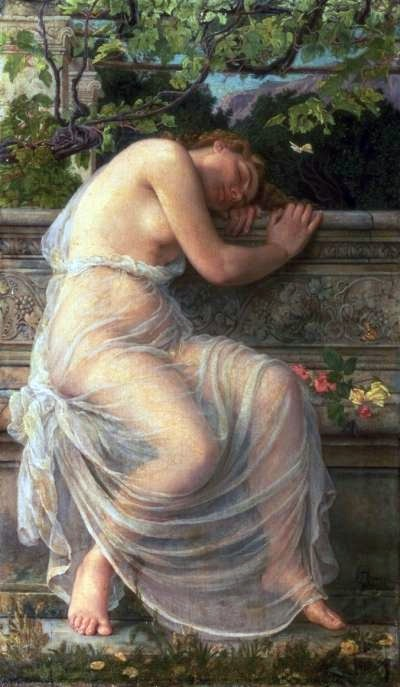
La fille endormie, c. 1882

Edith Edenborough est née à Goulburn, Nouvelle-Galles du Sud, Australie, deuxième fille et cinquième enfant de Henry Edenborough et Margaret Stedman. La famille Edenborough est originaire du Leicestershire, mais déménage à Londres, où ils sont de prospères marchands de bonneterie et de soie. Henry Edenborough est capitaine de vaisseau et fait plusieurs voyages en Australie entre 1833 et 1837, décidant de s'y installer en 1840. Il acquiert une ferme au sud de Goulburn connue sous le nom de «Wollogorang» et construit «un beau bâtiment de deux étages en briques et moellons de pierre remarquable par ses intéressantes portes-fenêtres et ses impressionnantes dépendances». C'est la maison familiale jusqu'en 1854, date à laquelle Henry et Margaret vendent la propriété à John William Chisholm et retournent en Angleterre avec leur famille de six enfants. Henry est décédé en 1855 à Chesham Lodge dans le Surrey, à l'âge de 43 ans. En 1861, les registres du recensement britannique montrent Edith, 14 ans, vivant avec sa mère veuve à Kensington. Le recensement de 1871 la montre vivant avec sa sœur Annie, notée chef de famille, au 5 Sheffield Gardens à Kensington, année où elle expose son travail à Londres.

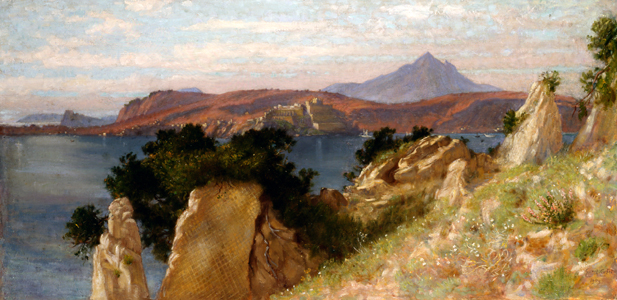
La Villa de Cicéron et la baie de Baiae, 1909

Elle épouse le peintre et illustrateur victorien Arthur Murch et s'installe à Rome, où elle peint avec Giovanni Costa, chef du groupe Macchiaioli. En 1876, ils séjournent tous les deux à Venise. Olivia Rossetti Agresti écrit : « Costa avait une très haute opinion des dons de cet artiste et se souvenait avec plaisir qu'à cette occasion ils allaient ensemble peindre d'après nature à Fusino » (Agresti, 1904).
Elle expose fréquemment de 1880 à 1890 à la Grosvenor Gallery et à la New Gallery. En 1891, après la mort de son premier mari, elle épouse Matthew Ridley Corbet, l'un des principaux membres du groupe Macchiaioli, après quoi elle expose principalement à la Royal Academy, visitant l'Italie et vivant à Londres pour le reste de sa vie. Corbet expose son travail au Palais des Beaux-Arts lors de l'Exposition universelle de 1893 à Chicago, Illinois. Elle est décédée à Hampstead, au nord de Londres, en 1920.